# Al-Dinawari
Ābu Ḥanīfah Āḥmad ibn Dawūd Dīnawārī ou Dinawarî (820, Kermanshah - 896, Dinavar) était un botaniste, historien, astronome et mathématicien kurde,.

## Biographie
Il est né à Dinavar, au Nord-Est du Kermanshah, dans l'actuel Iran. Il étudia l'astronomie, les mathématiques et la mécanique à Ispahan, et la philologie ainsi que la poésie à Koufa et Bassora en Irak. Il vécut également à Al-Andalous, en Espagne musulmane.

Bien qu'il ait été un esprit encyclopédique, c'est surtout en qualité de botaniste qu'il nous est connu, une grande partie de son œuvre ayant été perdue. Il est aussi vu comme l'un des premiers à avoir écrit un opus sur l'origine du peuple kurde, intitulé Ansâb al-Akrâd (L'ascendance des kurdes).
 Ce qui soutient son identité kurde. Par ailleurs, il est intéressant de relever qu'en plus de la racine grecque du mot « botanique », ce mot a également la signification de jardin (en kurde : Bostan), qui pourrait être la véritable origine du mot « botanique », surtout si l'on tient compte du fait que Dinaweri aurait également vécu en Andalousie, faisant connaitre ainsi son art et ses connaissances à l'Europe, mais à travers la conquête musulmane de la péninsule ibérique.

Il mourut le 24 juillet 896 à Dinawar.

## Le livre des plantes
Bien que la seule œuvre qui nous soit parvenue intégralement soit l'Akhbâr al-tiwâl, dans laquelle al-Dinawar adopte un point de vue perse de l'histoire, c'est son Livre des plantes (Kitâb al-nabât) qui a marqué l'histoire des sciences. Le livre, qui est incomplet, a été complété en se basant sur des ouvrages ultérieurs le citant. 
Celui-ci est organisé comme un dictionnaire, avec la description des plantes, la façon de les cultiver, et leur évolution. Il décrit également les sols et leurs qualités. C'est une source inestimable de connaissance de la flore de l'Arabie, qu'al-Dinawari a pu collecter en combinant témoignages oraux de bédouins, anciennes monographies et observations personnelles.

C'est l'allemand Silberberg qui a permis la redécouverte de l'œuvre d'al-Dinawari en Europe, grâce à sa thèse rédigée à Breslau en 1908, dans laquelle il expose les descriptions de 400 plantes, ce qui ne représente qu'un tiers de ce qu'il nous reste de l'œuvre botanique d'al-Dinawari.

En France, c'est à Muhammad Hamidullah que nous devons une version française du livre d'al-Dinawari, Le dictionnaire botanique d'Abu Hanifa Ad-Dinawari.

## Œuvres

### Mathématiques et sciences naturelles
1. Kitâb al-jabr wa'l-muqâbila ("Livre de l'algèbre")
2. Kitâb al-nabât ("Livre des plantes")
3. Kitâb al-kusuf ("Livre des éclipses solaires")
4. Kitâb al-radd alâ rasad al-Isfahâni ("Réfutation des observations astronomiques d'al-Isfahani")
5. Kitâb al-hisâb ("Livre de l'arithmétique")
6. Bahth fi hisâb al-Hind ("Analyse de l'arithmétique indienne")
7. Kitâb al-jam' wa'l-tafriq ("Livre de la numération")
8. Kitab al-qibla wa'l-ziwal ("Livre des orientations astrales")
9. Kitâb al-anwâ' ("Livre du climat")
10. Islâh al-mantiq ("Progrès de la logique")

### Sciences humaines
1. Akhbâr al-tiwâl ("Histoire générale")
2. Kitâb al-kabir ("Grand livre" de l'histoire des sciences)
3. Kitâb al-fisâha ("Livre de la rhétorique")
4. Kitâb al-buldân ("Livre des pays")
5. Kitâb al-shi'r wa'l-shu'arâ ("Livre de la poésie et des poètes")
6. Ansâb al-Akrâd ("Ascendance des kurdes").

## Sources
1. ↑  (tr) admin, « Kürt Bilim Adamı El Dinaveri Kimdir ? Hayatı Eserleri », sur kürtler.com, 30 novembre 2015 (consulté le 21 juin 2023).
2. ↑  (en) « Kurdistanica : Kurdish Encyclopedia », sur KURDISTANICA (consulté le 21 juin 2023).